# Temple mormon de Preston
Le temple mormon de Preston est un temple de l’Église de Jésus-Christ des saints des derniers jours situé à Chorley, en Angleterre. Il a été inauguré le 7 juin 1998.